# Sivaji
Pour plus de détails, voir Fiche technique et Distribution.
Sivaji (titre anglais en Inde : Sivaji: The Boss ; en tamoul : சிவாஜி) est un film tamoul de S. Shankar sorti en 2007.

## Synopsis
Un homme se fait enfermer dans une cellule de la prison centrale de Chennai. Cet homme se fait acclamer par une foule qui pleure. Son voisin de cellule lui demande ce qu'il a fait de mal, il lui répond qu'il a juste fait ce qu'il y a de bien au peuple...
Sivaji (Rajnikanth) est un ingénieur en informatique qui a étudié et travaillé aux États-Unis et qui revient dans son pays natal (l'Inde) avec l'argent qu'il a gagné. Il revient dans son pays avec pour ambition de fonder Sivaji Foundation afin de construire des hôpitaux et des universités pour aider les pauvres. Mais Adhi, un ministre, fait obstacle au rêve du héros. Sivaji perd tous ses biens et décide de se venger.

## Fiche technique
- Titre : Sivaji
- Titre original : சிவாஜி
- Réalisation et scénario : S. Shankar
- Production : S. Guhan et Saravanan
- Dialogues : Sujatha
- Musique : A. R. Rahman
- Directeur de la photographie : K. V. Anand
- Distribution : AVM, Pyramid, Ayngaran
- Durée : 185 minutes
- Pays : Inde
- Langues : tamoul et télougou
- Budget : $ 17,5 à 24 millions

## Distribution
- Rajnikanth : Sivaji
- Shriya Saran : Tamil Selvi
- Vivek : Arivu
- Suman : Adthisechan
- Raghuvaran : Dr. Chezhian
- Manivannan : Aarumugam
- Vadivukkarasi : Mrs. Aarumugam
- Nayantara  : Apparence spéciale